# Mario Tronti
Mario Tronti, né à Rome le 24 juillet 1931 et mort à Ferentillo le 7 août 2023, est un philosophe et homme politique italien, considéré comme l'un des fondateurs de l'opéraïsme théorique des années soixante.

## Biographie
Militant du Parti communiste italien durant les années 1950, Mario Tronti fut, avec Raniero Panzieri, parmi les fondateurs de la revue Quaderni Rossi, de laquelle il se sépare en 1963 pour fonder la revue Classe Operaia (en), dont il fut le directeur. Ce parcours le porta à s'éloigner du PCI et à animer l'expérience radicale de l'opéraïsme. Une telle expérience, qui sera considérée par beaucoup comme la matrice de la nouvelle gauche des années soixante, se caractérisait par le fait de mettre en débat les traditionnelles organisations du mouvement ouvrier (les syndicats et les partis), et de se lier, sans intermédiaire, à la classe en soi et aux luttes des usines.
Influencé philosophiquement par l'œuvre de Galvano Della Volpe (it), qui l'avait amené à s'éloigner de la pensée d'Antonio Gramsci. Tronti se dédia à la formulation d'une pensée politique qui, fondant la théorie à la pratique, rénovait le marxisme traditionnel et contribuait à rouvrir la voie révolutionnaire en Occident.
Face à l'irruption de la masse ouvrière dans les sociétés occidentales, l'operaïsme de Mario Tronti sut proposer une analyse moderne des relations de classe et mettre surtout l'accent sur le facteur subjectif, revendiquant le rôle politique central de la classe. Ses idées seront formalisées en 1966 lorsqu'il publie Operai e capitale, un livre qui fonde théoriquement l'opéraïsme qui donnera vie, dans les années suivantes, aux groupes de la Nouvelle gauche italienne, alors que lui fera le choix en cette même année de revenir au PCI pour y pratiquer l'entrisme. Il ne quittera plus le PCI et représentera la gauche, qui en sera issue, à deux reprises au Sénat.
Il a enseigné la philosophie morale puis la philosophie politique pendant 30 ans à l'université de Sienne.
Mario Tronti est mort à Ferentillo dans la province de Terni le 7 août 2023 à l'âge de 92 ans.

## Œuvres
- Tra materialismo dialettico e filosofia della prassi. Gramsci e Labriola, in A. Caracciolo et G. Scalia (éd.), La città futura. Saggi sulla figura e il pensiero di Antonio Gramsci, Feltrinelli, Milan, 1959
- (éd.), Scritti inediti di economia politica di Marx, Editori Riuniti, Rome, 1963
- Operai e capitale, Einaudi, Turin, 1966 (DeriveApprodi, Rome, 2006 ; trad. franç. de Yann Moulier-Boutang, avec la collab. de Giuseppe Bezza, Ouvriers et Capital, Christian Bourgois, Paris, 1977 [lire en ligne] ; réédition en 2016 aux Éditions Entremonde avec une préface du GRM, Groupes de Recherches Matérialistes )
- Hegel politico, Istituto dell'Enciclopedia italiana, Rome, 1975
- Sull'autonomia del politico, Feltrinelli, Milan, 1977
- Stato e rivoluzione in Inghilterra, Il Saggiatore, Milan, 1977
- (en collab. avec G. Napolitano, A. Accornero et M. Cacciari), Operaismo e centralità operaia, Editori Riuniti, Rome, 1978
- (éd.), Il politico. Antologia di testi del pensiero politico. 1 : Da Machiavelli a Cromwell, Feltrinelli, Milan, 1979
- Soggetti, crisi, potere, A. Piazzi et A. De Martinis (éd.), Cappelli, Bologne, 1980 ;
- Il tempo della politica, Editori Riuniti, Rome, 1980
- Con le spalle al futuro. Per un altro dizionario politico, Editori Riuniti, Rome, 1992
- Berlinguer. Il Principe disarmato, Edizioni Sisifo, Rome, 1994
- La politica al tramonto, Einaudi, Torino, 1998 (trad. franç. de Michel Valensi, La Politique au crépuscule, L'Éclat, Paris, 2000 [lire en ligne])
- Rileggendo « La libertà comunista », in G. Liguori (éd.), Galvano Della Volpe. Un altro marxismo, Edizioni Fahrenheit 451, Rome, 2000
- (éd. avec P. Favilli), Classe operaia. Le identità : storia e prospettiva, Angeli, Milan, 2001
- Cenni di Castella, Edizioni Cadmo, Fiesole, 2001
- Per la critica della democrazia politica, in M. Tari (éd.), Guerra e democrazia, ManifestoLibri, Rome, 2005
- Id. et al., Politica e destino, Sossella editore, Rome, 2006 (avec les contributions de divers auteurs sur la pensée de Mario Tronti)

### Traductions françaises
- La sagesse de la lutte, traduit et présenté par Michel Valensi, L’Éclat, Paris, 2022  (ISBN 9782841625789)).
- De l'esprit libre, traduit par Antoine Savona, Éditions la Tempête, Bordeaux, 2019  (ISBN 9791094512111).
- Ouvriers et Capital, traduit par Yann Moulier-Boutang, Éditions Entremonde, Genève, 2016  (ISBN 9782940426324).
- Nous opéraïstes, traduit par Michel Valensi, L’Éclat, Paris, 2013  (ISBN 9782841622979).
- La politique au crépuscule, traduit par Michel Valensi, L’Éclat, Paris, 2000  (ISBN 9782841620463).

### Articles et entretiens
- « Féminisme et conflit », Lundi matin, 27 mai 2019.
- « Espérances désespérées », Lundi matin, 17 janvier 2020.
- « Pensée, parole, lutte. Un souvenir de Nanni Balestrini », Lundi matin, 27 août 2022.
- « Sur le pouvoir destituant », Lundi matin, 13 juin 2022.